# Tošio Hirabajaši
Tošio Hirabajaši (japonsko 平林 俊夫), japonski nogometaš.
Za japonsko reprezentanco je odigral dve uradni tekmi.